# Bezirk Ķekava (2009–2021)
Der Bezirk Ķekava (Ķekavas novads) war ein Bezirk eine Gebietsverwaltungseinheit in Lettland, der von 2009 bis 2021 existierte. Bei der Verwaltungsreform 2021 wurde der Bezirk in einen neuen, größeren Bezirk Ķekava überführt.

## Geographie
Das Bezirksgebiet lag im Zentrum des Landes östlich von der Bucht von Riga in der Region Vidzeme, dem historischen Livland, und wurde von der Via Baltica (Riga–Bauska) durchquert.

## Bevölkerung
Nach der Verwaltungsreform 2009 bildeten die Städte Kekava und Baloži zusammen mit den beiden Landgemeinden Daugmale und Kekava eine Verwaltungsgemeinschaft. Der Bezirk umfasste eine Fläche von 270,2 km² und hatte 21.673 Einwohner (Stand: 1. Juli 2010).
Es gab im Gebiet einige landwirtschaftliche Großbetriebe sowie eine in ganz Lettland bekannte Marke für Geflügel und Geflügelprodukte.

## Sehenswürdigkeiten

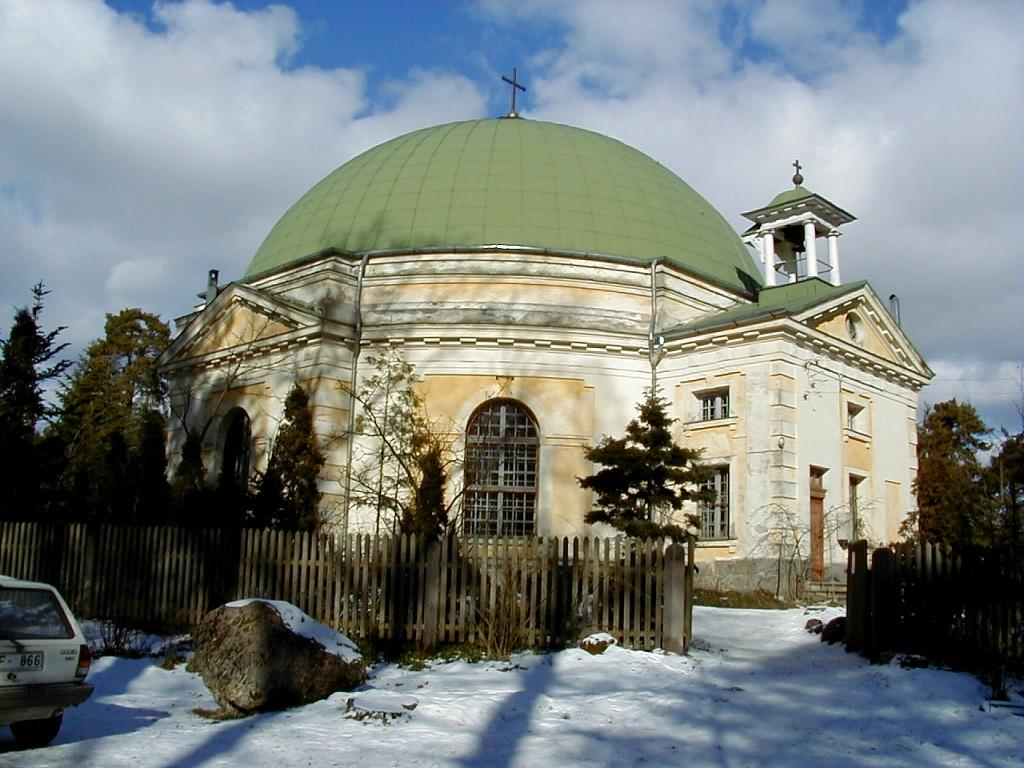
Lutherische Kirche in Katlakalns (Gemeinde Ķekava), erbaut von 1792 bis 1794, Architekt Christoph Haberland
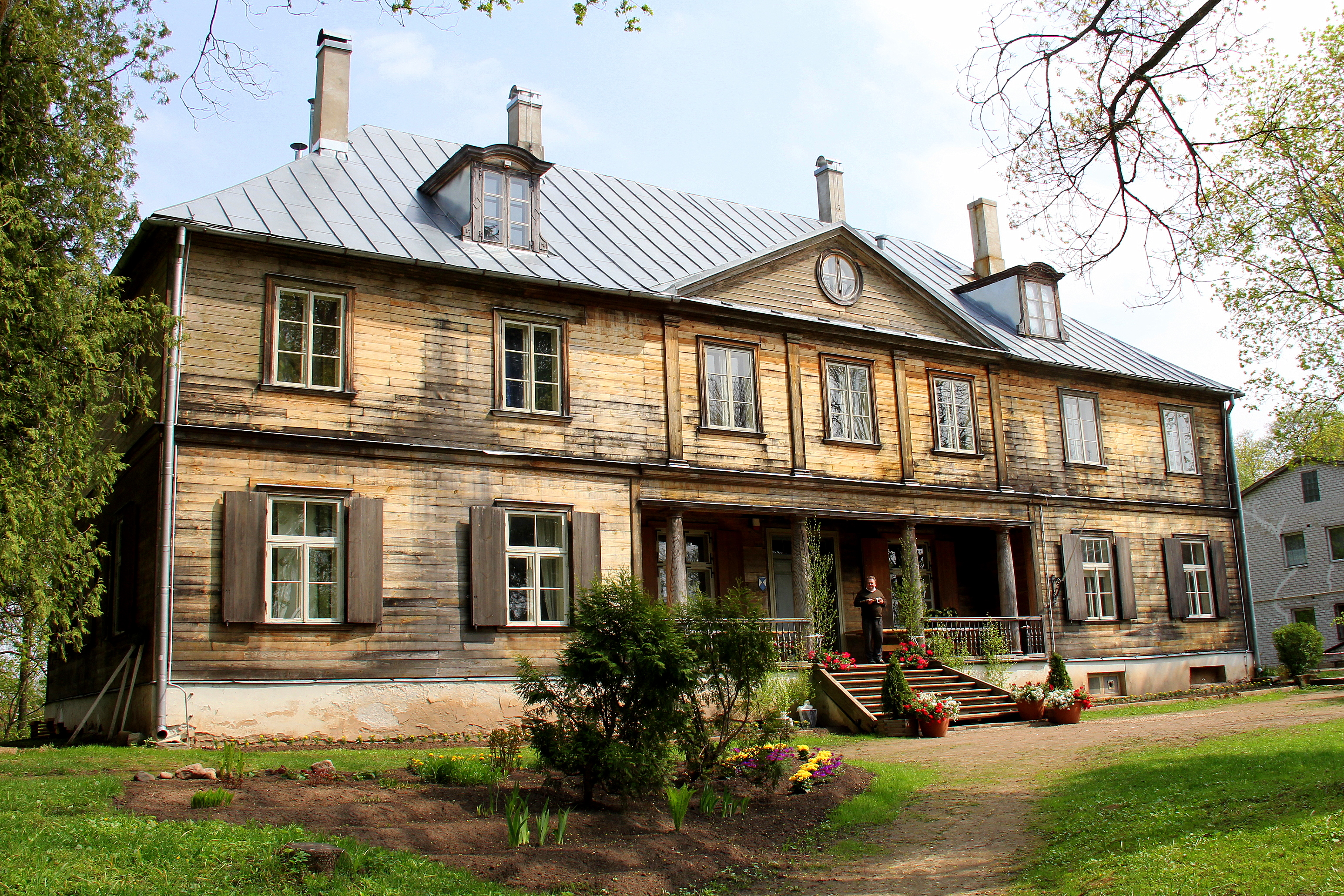
Herrenhaus Depkinshof in Rāmava (Gemeinde Ķekava) aus dem frühen 19. Jahrhundert

## Nachweise
1. ↑  Vides aizsardzības un reģionālās attīstības ministrija (Ministerium für Naturschutz und Regionalentwicklung), Karten und Auflistung der Verwaltungseinheiten, abgerufen am 19. Juli 2021